# Judas Taddaios
Judas Taddaios (Bibel 2000), Judas Taddeus (Bibel 1917) eller Judas Jakobs son, var en av Jesu tolv apostlar. Romersk-katolska kyrkan vördar honom som helgon, med festdag 28 oktober och skyddshelgon för förtvivlade och förlorade fall.
Judas räknas upp som en av de tolv apostlarna i Lukasevangeliet 6:16, Johannesevangeliet 14:22 och Apostlagärningarna 1:13, och brukar hållas för densamme som den Taddaios som nämns i Matteusevangeliet 10:3 och Markusevangeliet 3:18, samt som Lebbeus i vissa handskrifter av Matteusevangeliet 10:3. Namnet på grekiska, Ioúdas Iakobou, kan betyda såväl 'Judas Jakobs son' som 'Judas Jakobs broder'.  
Enligt traditionen predikade han i Syrien och Mesopotamien, och därefter tillsammans med Simon Ivraren i Persien. Judas Taddaios var en av de första som spred kristendomen till Armenien och vördas därför som skyddshelgon för Armeniska Apostoliska Kyrkan. Både Simon Ivraren och Judas Taddaios led martyrdöden i trakterna som de verkade i. Judas Taddaios ska ha klubbats ihjäl eller halshuggits. Judas Taddaios begravdes år 66 e.Kr. på armeniska höglandet. En kyrka som markerar platsen kallas för den "Svarta kyrkan" och är belägen i dagens nordvästra Iran.
Judas Taddaios framställs oftast med skägg. Före 1200-talet framställdes han med bok eller bokrulle i handen och därefter även med påk eller klubba. I slutet av 1700-talet började bruket att åkalla Judas Taddaios i hopplösa situationer.